# ستيفن فاغنر
ستيفن فاغنر هو لاعب هوكي الجليد كندي، ولد في 17 يناير 1977 في رد دير في كندا.

## وصلات خارجية
- ستيفن فاغنر على موقع دوري الهوكي الوطني (الإنجليزية)
- ستيفن فاغنر على موقع EliteProspects.com (الإنجليزية)
- ستيفن فاغنر على موقع HockeyDB.com (الإنجليزية)